# Klaas van Nek jr.

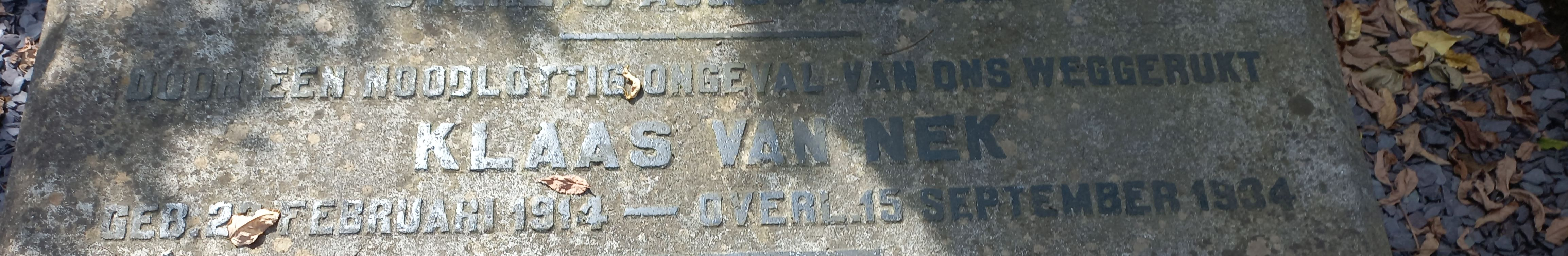
Klaas van Nek op steen bij Grafmonument Piet van Nek (augustus 2022)

Klaas van Nek jr. (Amsterdam, 22 februari 1914 - Schoorl, 15 september 1934) was een Nederlands wielrenner. 
Klaas van Nek, bijnaam “Kleine Klaas” en junior ten opzichte van Klaas van Nek reed in zijn korte loopbaan voornamelijk achtervolgingen en koppelkoersen. Zo deed hij mee in minstens twee versies van de Zesdaagse van Amsterdam. In 1932 was hij al dusdanig gevallen, dat men voor zijn leven vreesde. 
In september 1934 was hij samen met rengenoten Sam Hoevens (25) uit Amsterdam en Flip Reijnders (24) uit Ginneken en hun masseur Ridel per auto onderweg van een wedstrijd in Leeuwarden naar een wedstrijd in Zuid-Holland. Rijdend op de Helderschen weg moest de auto over de sporen van de Tramlijn Alkmaar - Schagen, waarbij Van Nek als bestuurder de tram/trein niet heeft horen of zien aankomen. Na de aanrijding heeft de tram/trein de auto voor circa 70 meter meegesleurd. Politieagenten die ter plaatse surveilleerden constateerden direct dat drie van de vier inzettende overleden waren; er kwam geen teken van leven meer. De auto was geheel verfomfaaid; de tram kon nadat het autowrak verwijderd was haar rit hervatten. De vier inzittenden werden nog wel naar het Centraal Ziekenhuis in Alkmaar gebracht, maar daar werd de mening van de politie alleen maar bevestigd. Overigens stond de overgang al jaren bekend als onveilig; het spoor van de tram/trein liep lang parallel aan de weg om dan plotseling de weg over te steken. Het ongeluk was landelijk nieuws.
Klaas van Nek werd, in de jaren zeventig gevolgd door zijn vader diamantzager (huwelijk), elektricien (geboorte Klaas) en vertegenwoordiger Ford (overlijden Klaas) Cornelis van Nek en moeder Jantje Gerbrands, bijgezet in het graf van oom wielrenner Piet van Nek sr. op De Nieuwe Ooster. Nabij het familiegraf staat het Grafmonument van Piet van Nek.Verschillende (ex-) wielrenners, zoals bijvoorbeeld Jan Pijnenburg en Piet van Kempen, waren op zijn begrafenis aanwezig waren.